# Gröna
Gröna ist ein Ortsteil der Stadt Bernburg (Saale) im Salzlandkreis in Sachsen-Anhalt.

## Geografie
Gröna liegt ca. vier Kilometer südwestlich der Kreisstadt Bernburg (Saale) an der Saale.

## Geschichte
Am 1. Januar 2010 wurde die bis dahin selbstständige Gemeinde Gröna zusammen mit den Gemeinden Baalberge, Biendorf, Peißen, Poley, Preußlitz und Wohlsdorf in die Stadt Bernburg (Saale) eingemeindet. Gleichzeitig wurde die Verwaltungsgemeinschaft Bernburg, zu der Gröna gehörte, aufgelöst.

## Bauwerke

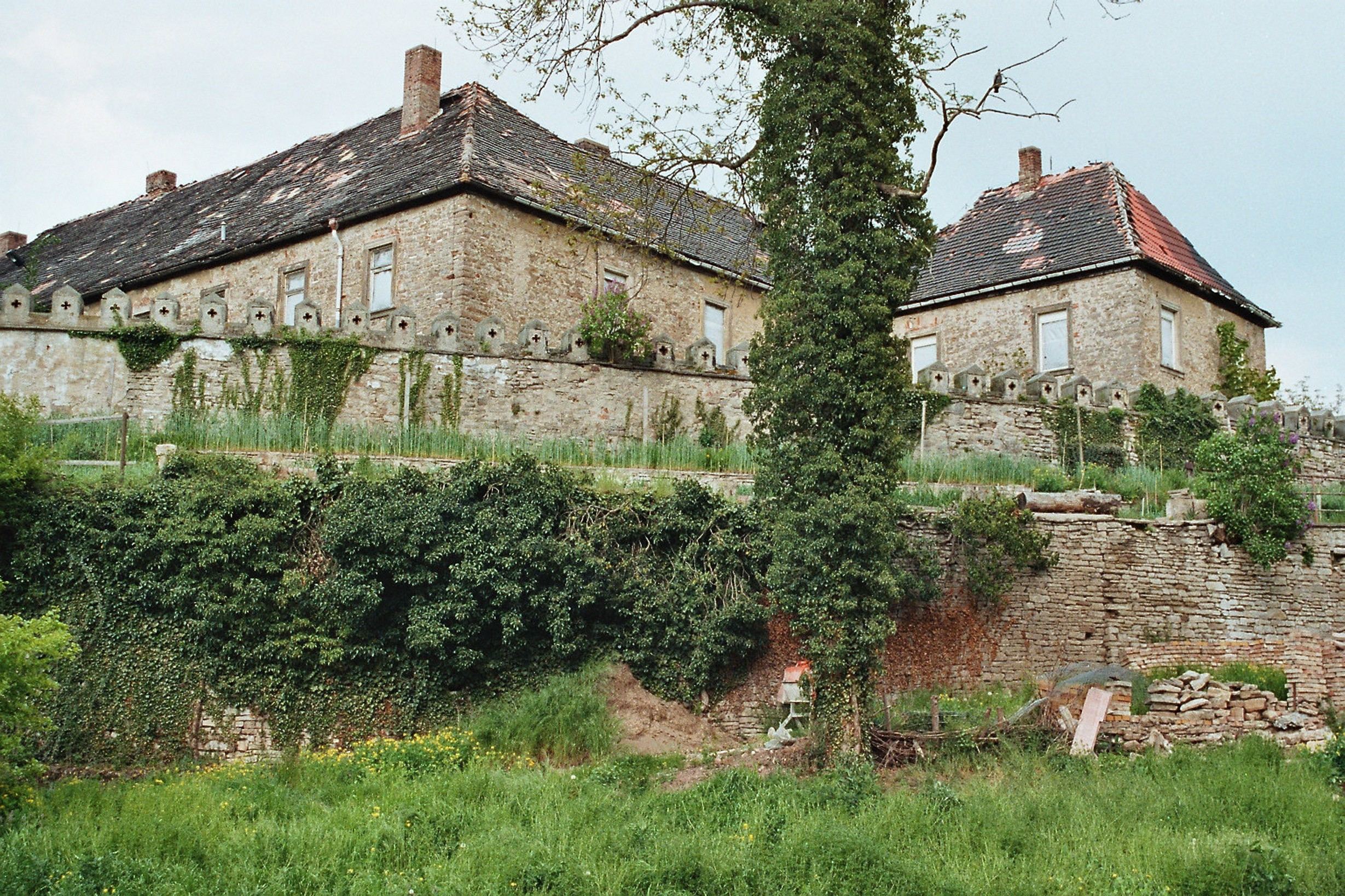
Schloss Gröna (2006)

- Schloss Gröna, am Saalehang gelegen, erbaut von Anton Ferdinand von Krosigk.
- Neue Fußgängerbrücke Gröna über die Saale, erbaut 2004.

## Verkehrsanbindung
Etwa drei Kilometer nördlich von Gröna verläuft die Bundesstraße 185 (Bernburg (Saale)–Köthen (Anhalt)). Die Bundesautobahn 14 (Halle (Saale)–Magdeburg) liegt unmittelbar westlich des Ortes und hat etwa fünf Kilometer nordwestlich von Gröna eine Anschlussstelle.

## Sonstiges
Gröna gewann 2009 den Titel „Schönstes Dorf“ des Salzlandkreises. Ca. 1 km  östlich von Gröna liegt der See Taiga, ein beliebtes Angel- und Badegewässer.

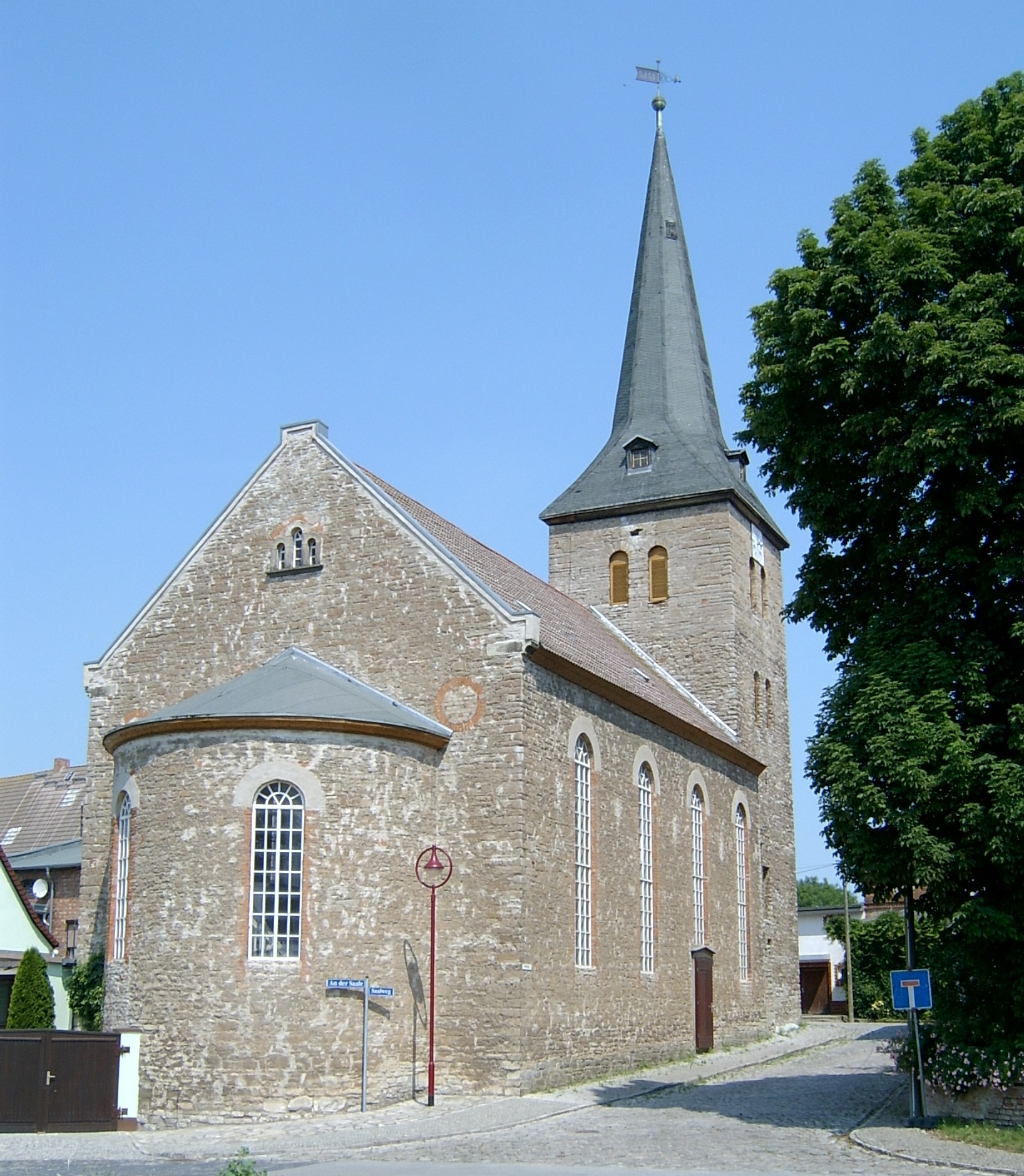
Kirche in Gröna

## Söhne und Töchter
- Anton Friedrich von Krosigk (1721–1779), Gutsbesitzer, herzoglich-braunschweiger Oberhauptmann und fürstlich-anhaltischer Landtagsunterdirektor
- Anton von Krosigk (1820–1892), preußischer Landrat und Vorsitzender des Herzoglich-Anhaltischen Staatsministeriums
- Wilhelm Friedrich Ernst von Krosigk (1829–1889), herzoglich-anhaltischer Verwaltungsbeamter
- Georg Matthias (* 1913), Politiker (DBD), Vorsitzender der LPG „Aueland“